# Al-Hadid
Al-Hadid fou un moviment guerriller de Caixmir que va segrestar tres turistes britànics i un americà el novembre de 1994; van demanar l'intercanvi per presoners musulmans a l'Índia. Després de dues setmanes els turistes foren alliberats. Com que el moviment era desconegut els grups musulmans van acusar als serveis secrets indis, com acció per desacreditar-los.